# Джордж Ову
Джордж Ову (англ. George Owu, нар. 7 липня 1982, Аккра) — ганський футболіст, воротар клубу «Секонді Гасаакас».

## Клубна кар'єра
У дорослому футболі дебютував 2000 року виступами за команду «Секонді Гасаакас», в якій провів один сезон. Згодом з 2002 по 2007 рік грав у складі інших ганських клубів «Асанте Котоко» та «Ашанті Голд».
Своєю грою за останню команду привернув увагу представників тренерського штабу єгипетського клубу «Аль-Масрі», до складу якого приєднався 2007 року. Відіграв за команду з Порт-Саїда наступні три сезони своєї ігрової кар'єри.
Після цього Ову повернувся на батьківщину, де протягом 2010—2012 років захищав кольори «Ебусуа Дварфс», після чого приєднався до складу клубу «Секонді Гасаакас».

## Виступи за збірні
Протягом 2001—2003 років залучався до складу молодіжної збірної Гани і став фіналістом молодіжного чемпіонату світу 2001 року. Всього на молодіжному рівні зіграв у 10 офіційних матчах, пропустив 2 голи.
19 листопада 2003 року дебютував в офіційних матчах у складі національної збірної Гани, а наступного року поїхав з командою на Олімпійські ігри 2004 року у Афінах.
Згодом у складі збірної був учасником Кубка африканських націй 2006 року в Єгипті та чемпіонату світу 2006 року у Німеччині, втім на обох турнірах був запасним воротарем і на поле не виходив.